# Ta Giousoufakia
Ta Giousoufakia är ett album från den grekiska artisten Christos Dantis. Albumet släpptes år 1997.

## Låtlista
1. Ta Giousoufakia
2. Paei Keros
3. Stamatiste Na Katevo
4. Ta Zeimbekika Sou Matia
5. Boro
6. Oso Iparhis
7. Amartia Ke Magkia Mou
8. Ena Skliro Zeibekiko
9. Den Pethenoun Oi Agapes
10. Pios Ine Aftos
11. Den Ti Boro Ti Monaxia
12. Ke Ime Akoma Edo
13. Monos Mou